# كيفن كنوبف
كيفن كنوبف هو لاعب دارت ألماني، ولد في 14 أكتوبر 1996 في برلين في ألمانيا.